# Icariotis tenuipes
Icariotis tenuipes là một loài bọ cánh cứng trong họ Cerambycidae.